# Hapoel Nof HaGalil

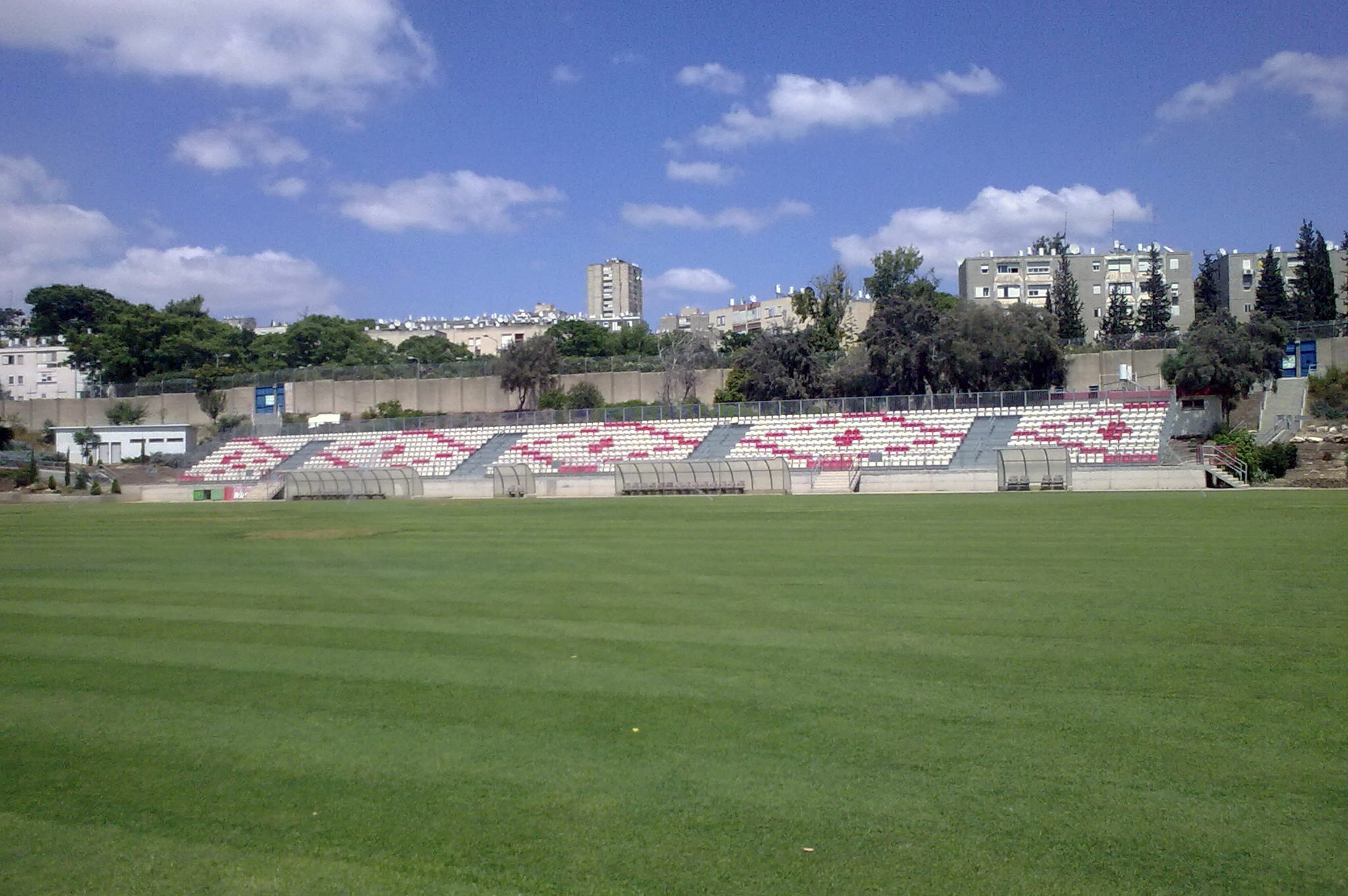
Das Green-Stadion

Hapoel Nof HaGalil (hebräisch מועדון כדורגל הפועל נוף הגליל; Moadon Kaduregel Hapoel Nof HaGalil) ist ein israelischer Fußballverein in Nof HaGalil. Er gehört dem Sportverband Hapoel an. Vor der Umbenennung der Stadt im Jahr 2019 trug er den Namen Hapoel Nazareth Illit.

## Geschichte
Der Verein ist der israelischen Arbeiterbewegung (→ Histadrut) entsprungen. Das Wort Hapoel bedeutet Arbeiter. Bis 2021 in zweiten israelischen Liga aktiv, folgte zur Saison 2021/22 eine Spielzeit in der Ligat ha’Al, wo man als Tabellenletzter direkt wieder in die Zweitklassigkeit abstieg.

## Bekannte Spieler
- Mateus Lima Cruz (2020–2022)
- Lanre Kehinde (2022–2023)
- Alhassane Keita (2023–)